# Chris Ofili
Christopher Ofili, född 10 oktober 1968 i Manchester i Storbritannien, är en brittisk målare. 
Chris Ofili är son till Michael och May Ofili. När han var elva år gammal, lämnade fadern familjen och flyttade tillbaka till Nigeria. Han utbildade i konst sig på 
Tameside College i Ashton-under-Lyne Manchesterområdet, på Chelsea School of Art i London 1988–91 och på Royal College of Art 1991–93. Han gick också ett år på Universität der Künste Berlin 1992–93
Chris Ofilis tidiga arbeten var mycket influerade av bland andra Jean-Michel Basquiat och Philip Guston.
Han slog igenom efter utställningar på Charles Saatchis Saatchi Gallery i London och den turnerande utställningen Sensation 1997. Han representerade Storbritannien på Venedigbiennalen 2003.
Chris Ofili fick Turnerpriset 1998. Han ingår i gruppen Young British Artists. Han har sedan 2005 bott och arbetat i  Port of Spain i Trinidad och Tobago men också i London and Brooklyn i New York.